# Grosmont Castle
Grosmont Castle är ett slott i Storbritannien.   Det ligger i grevskapet Herefordshire och riksdelen England, i den södra delen av landet, 190 km väster om huvudstaden London. Grosmont Castle ligger 83 meter över havet.
Terrängen runt Grosmont Castle är platt åt nordost, men åt sydväst är den kuperad. Grosmont Castle ligger nere i en dal. Runt Grosmont Castle är det ganska tätbefolkat, med 96 invånare per kvadratkilometer. Närmaste större samhälle är Hereford, 18,0 km nordost om Grosmont Castle. Trakten runt Grosmont Castle består i huvudsak av gräsmarker.